# موسى بن طوبي
موسى بن طوبي الإسرائيلي الإشبيلي (يُعرف بابن عمران) كان شاعرًا عربيًا يهوديًا إشبيليًا في القرن الرابع عشر. كان مؤلف قصيدة باللهجة المغاربية ذات طابع تعليمي بعنوان السبعينية. وقد ترجم هذه القصيدة سليمان دا بييرا لاحقًا إلى العبرية، تحت عنوان باتي ها-نيفش (ق. 1363). نُشر كل من النص الأصلي والترجمة على يد هارتويج هيرشفيلد في التقرير السنوي لكلية مونتيفيوري (1893-1894).